# 單去非
單去非（？—？），中國清朝官員，山東高密人。
舉人出身。曾任建陽縣知縣。乾隆五十四年（1789年），單去非接替黃嘉訓，擔任台灣府嘉義縣知縣。